# Lymphome lymphocytique

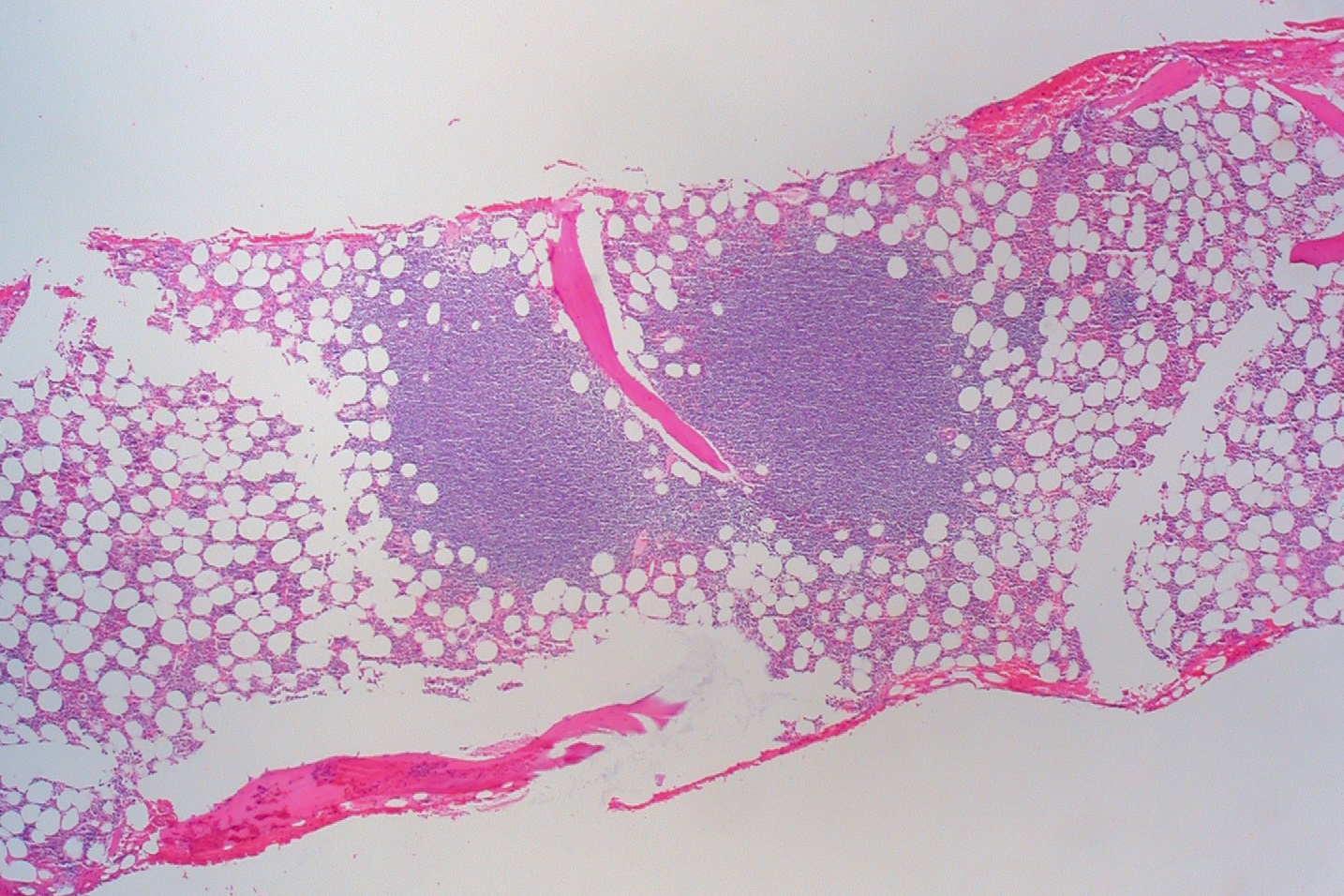
Image de lymphome lymphocytique de la moelle osseuse chez un patient âgé présentant de nombreux ganglions hypertrophiés sans lymphocytose dans le sang circulant, et pour lequel le diagnostic initial avait été fait sur une biopsie d'un ganglion inguinal.

Le lymphome lymphocytique, encore appelé lymphome à petits lymphocytes ou lymphome à petites cellules, est un type de lymphome diffus de bas grade de malignité dû à la prolifération de lymphocytes immatures dans les ganglions..
Ce lymphome s’apparente à la leucémie lymphoïde chronique (LLC) , dont il se distingue par ses localisations affectant principalement les ganglions lymphatiques alors que les LLC touchent surtout le sang et la moelle osseuse.
Il peut se transformer en un type plus agressif comme un lymphome à grandes cellules appelé syndrome de Richter. Il est globalement assez fréquent parmi les lymphomes dont il représente environ 7%.
En France, le pronostic des lymphomes lymphocytiques ne se distingue pas de celui des LLC et se situe à un niveau très favorable avec une survie nette standardisée à 5 ans de 89 % pour les personnes diagnostiquées entre 2010 et 2015, et une mortalité en excès quasi nulle pour les patients de moins de 80 ans dès la première année de suivi.